# Randig nemertin
Randig nemertin (Lineus bilineatus) är en djurart som tillhör fylumet slemmaskar, och som först beskrevs av Armand-Marie-Vincent-Joseph Renier 1804. Enligt Catalogue of Life ingår Randig nemertin i släktet Lineus och familjen Lineidae, men enligt Dyntaxa är tillhörigheten istället släktet Lineus, och ordningen Heteronemertea. Arten är reproducerande i Sverige. Inga underarter finns listade i Catalogue of Life.